# Konkordiaplatz
Konkordiaplatz (letteralmente piazza della concordia) è un'ampia area di neve e ghiaccio situata a sud della Jungfrau nelle Alpi Bernesi. 
Si riuniscono qui tre differenti ghiacciai: Aletschfirn, Jungfraufirn e Ewigschneefäld i quali scendono dalle montagne sovrastanti. Il Ghiacciaio dell'Aletsch prende forma da Konkordiaplatz. La neve ed il ghiaccio sono profondi circa 800–900 m. 
Il rifugio alpino Konkordiahütte è collocato sopra il ghiacciaio sul versante occidentale del Gross Wannenhorn (3 906 m).